# Gyalzen Norbu
Gyalzen Norbu, auch Gyalzen Norbu Sherpa oder Gyaltsen Norbu, (* 1917 oder 1918; † 11. Mai 1961 am Langtang, Nepal) war ein Sirdar und Angehöriger des Volkes der Sherpa aus Nepal. 
Er war der erste Bergsteiger, der zwei Achttausender bestiegen hat, und ist neben Ang Tharkay, Tenzing Norgay und Pasang Dawa Lama einer der prominentesten Sherpas des 20. Jahrhunderts.

## Leben
Gyalzen Norbu nahm 1955 als Sirdar (Anführer von Sherpa-Trägern beim Bergsteigen) an der französischen Himalaya-Expedition zum Makalu (8485 m) teil. Als Kletter-Sirdar wurde er in die Gipfelmannschaft aufgenommen und stieg am 16. Mai 1955 mit den Franzosen auf den Gipfel des Berges. Am Tag zuvor waren Lionel Terray und Jean Couzy, Mitglieder der Expedition, die Erstbesteiger des Berges. Gyalzen Norbu nahm auch an der japanischen Himalaya-Expedition zum Manaslu (8163 m) im Jahr 1956 teil und bestieg am 9. Mai zusammen mit Toshio Imanishi zum ersten Mal diesen Gipfel.
1961 nahm Gyalzen Norbu an einer japanischen Expedition zum Langtang Lirung (7234 m) im Himalaya teil, die den Berg über den Lirung-Gletscher und den Ostgrat besteigen wollte. Dort wurde er am 11. Mai mit den Japanern K. Morimoto (Expeditionsleiter) und K. Oshima im Lager III von einer Lawine verschüttet und verstarb mit 43 Jahren.